# دو با دو
دو با دو یک فیلم کوتاه ساخته شده در سال ۲۰۱۱میلادی است. این فیلم بر اساس اقتباسی از نمایشنامه "دیکته" اثر غلامحسین ساعدی با کارگردانی بابک انوری و تهیه‌کنندگی بابک انوری و گاوین کولن ساخته شد. فیلم (با مدت زمان ۸ دقیقه) یک آموزگار و ۱۲ دانش‌آموزش را در یک کلاس درس نشان می‌دهد، که درس آن روز «۵=۲+۲» است.

## طرح
فیلم با ورود مردی به یک کلاس با دوازده دانش‌اموز شروع می‌شود. مدیر مدرسه با بلندگوی ساختمان اعلام می‌کند که از امروز تغییراتی در درس‌ها رخ خواهد داد و از دانش‌اموزان می‌خواهد به تمام دستورالعمل های معلم خود گوش کنند. معلم درس را با نوشتن «۵=۲+۲» روی تخته سیاه شروع می‌کند. زمانی‌که کودکان به او اعتراض می‌کنند او آن‌ها را ساکت کرده و خواهان رعایت نظم می‌شود. در نهایت با کشته شدن دانش‌آموز معترض به دست ممتازها، دیگر کسی به درس جدید اعتراض نمی‌کند.اما در آخر دیده می شود که دانش آموزی 5 را خط زده و به جای آن 4 می نویسد

## جوایز
دو با دو در ۶۵مین دوره جوایز بفتا برای دریافت جایزهٔ بهترین فیلم کوتاه نامزد شد.

## بازیگران
- بیژن دانشمند، آموزگار
- راوی کریمی، دانش‌آموز ۱
- پویا لطفی، دانش آموز ۲